# Нямецкая крепость

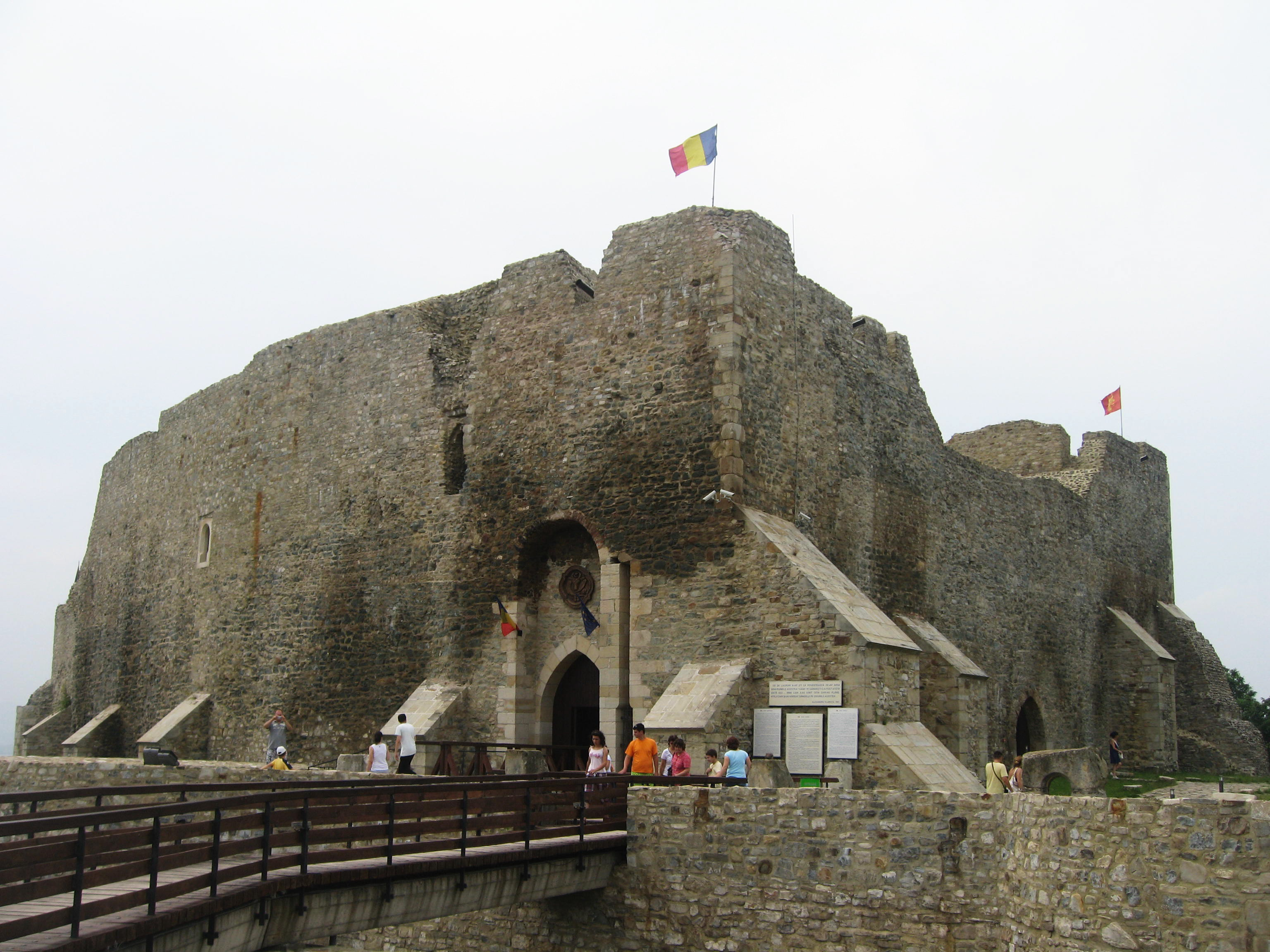
Нямецкая крепость

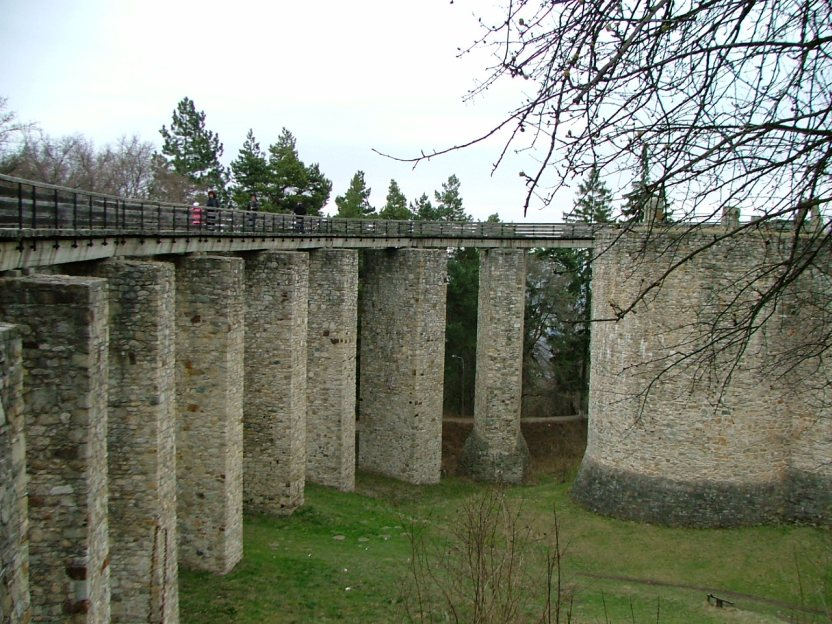
Пешеходный мост, ведущий в крепость Нямц

Ня́мецкая крепость (крепость Нямц) (рум. Cetatea Neamţului) — средневековая крепость в Румынии, в исторической области Молдова. Построена в конце XIV столетия во время правления молдавского господаря Петра I Мушата. Расположена возле города Тыргу-Нямц.
В период 2007—2009 гг. проводилась масштабная программа по реконструкции и благоустройству крепости. Были отремонтированы дороги ведущие к крепости, обновлён весь архитектурный ансамбль, установлены системы освещения, водоснабжения, канализации, проведено благоустройство и функциональное оснащение внутренних помещений крепости. 
По окончании работ, 4 июля 2009 года крепость в нынешнем, современном виде, была открыта для посещения туристов.